# Nico Merget
Nico Merget (29 de noviembre de 1993) es un deportista alemán que compite en remo. Ganó una medalla de bronce en el Campeonato Europeo de Remo de 2019, en la prueba de cuatro sin timonel.

## Palmarés internacional
| Campeonato Europeo | Campeonato Europeo | Campeonato Europeo | Campeonato Europeo |
| Año                | Lugar              | Medalla            | Prueba             |
| ------------------ | ------------------ | ------------------ | ------------------ |
| 2019               | Lucerna (Suiza)    | Medalla de bronce  | Cuatro sin timonel |